# Angeborener Hörverlust
Angeborener Hörverlust ist ein Hörverlust, der bereits bei der Geburt besteht. Er kann erblich bedingt sein oder auf andere Faktoren zurückzuführen sein, die entweder im Mutterleib (pränatal) oder zum Zeitpunkt der Geburt vorliegen.

## Genetische Faktoren
Man geht davon aus, dass mehr als 50 % aller Fälle von angeborenem Hörverlust auf genetische Faktoren zurückzuführen sind. Genetischer Hörverlust kann autosomal-dominant, autosomal-rezessiv oder X-chromosomal (auf das Geschlechtschromosom bezogen) vererbt werden.

## Hörverlust

### Autosomal-dominanter Hörverlust
Bei autosomal-dominantem Hörverlust vererbt ein Elternteil, der das dominante Gen für Hörverlust trägt und typischerweise auch selbst schwerhörig ist, diese Eigenschaft an das Kind. In diesem Fall besteht eine Wahrscheinlichkeit von mindestens 50 %, dass auch das Kind schwerhörig wird. Die Wahrscheinlichkeit ist höher, wenn beide Elternteile das dominante Gen tragen (und typischerweise beide schwerhörig sind) oder wenn beide Großeltern einer Seite der Familie aufgrund genetischer Ursachen schwerhörig sind. Da in der Regel mindestens ein Elternteil schwerhörig ist, besteht die Erwartung, dass auch das Kind schwerhörig wird. Autosomal-dominanter angeborener Hörverlust kann auf Ursachen wie das Waardenburg-Syndrom zurückgeführt werden.

### Autosomal-rezessiver Hörverlust
Bei autosomal-rezessivem Hörverlust tragen beide Eltern, die normalerweise normal hören, ein rezessives Gen. In diesem Fall beträgt die Wahrscheinlichkeit, dass das Kind einen Hörverlust erleidet, 25 %. Da beide Eltern in der Regel normal hören und keine anderen Familienmitglieder einen Hörverlust haben, ist nicht davon auszugehen, dass das Kind einen Hörverlust erleiden könnte.

### X-chromosomaler Hörverlust
Bei X-chromosomalem Hörverlust trägt die Mutter das rezessive Merkmal für Hörverlust auf dem Geschlechtschromosom. Sie kann das Merkmal an männliche und weibliche Kinder vererben, in der Regel sind jedoch nur männliche Kinder betroffen.
Es gibt einige genetische Syndrome, bei denen Hörverlust eines der bekannten Merkmale ist. Einige Beispiele sind das Down-Syndrom (Aneuploidie), das Usher-Syndrom (autosomal-rezessiv), das Treacher-Collins-Syndrom (autosomal-dominant), das Crouzon-Syndrom (autosomal-dominant) und das Alport-Syndrom (X-chromosomal).

### Andere Ursachen für angeborenen Hörverlust
Andere Ursachen für angeborenen Hörverlust, die nicht erblicher Natur sind, sind pränatale Infektionen, Krankheiten, die Aufnahme von Giftstoffen durch die Mutter während der Schwangerschaft oder andere Umstände, die zum Zeitpunkt der Geburt oder kurz danach auftreten. Diese Umstände führen typischerweise zu einem leichten bis schweren sensorineuralen Hörverlust.

## Interventionen
Bei Kindern mit angeborenem Hörverlust sollte die Hörbehandlung vor dem sechsten Lebensmonat beginnen. Studien deuten darauf hin, dass Kinder, die frühzeitig behandelt werden, ihre Kommunikationsfähigkeiten (in der Laut- oder Gebärdensprache) verbessern. Nach der Diagnose können Ärzte oder Audiologen die Familie beraten und ihnen verschiedene Behandlungsmöglichkeiten aufzeigen. In den USA haben Kinder mit Hörverlust zwischen der Geburt und dem dritten Lebensjahr aufgrund eines Bundesgesetzes (Individuals with Disabilities Education Act) Anspruch auf eine fachübergreifende Diagnostik und frühzeitige Intervention zu geringen oder keinen Kosten. Ab dem dritten Lebensjahr werden im Rahmen des öffentlichen Schulsystems Frühinterventions- und Sonderpädagogikprogramme angeboten.
Eine Operation kann empfohlen werden, wenn ein Kind aufgrund von Fehlbildungen des Außen- oder Mittelohrs oder wiederholter Ohrenentzündungen einen dauerhaften Schallleitungsschwerhörigkeitsverlust erlitten hat. Obwohl Flüssigkeit im Mittelohr meist nur zu einem vorübergehenden Hörverlust führt, kann eine chronische Ohrenentzündung zu Sprachrückständen führen. In manchen Fällen kann ein Arzt vorschlagen, ein Röhrchen durch das Trommelfell einzuführen, um das Mittelohr zu entleeren. Dieser Eingriff erfordert in der Regel keinen Krankenhausaufenthalt über Nacht.
Bei Hörverlust stehen verschiedene Behandlungsmöglichkeiten zur Verfügung. Eltern müssen entscheiden, welche für ihr Kind am besten geeignet ist. Dabei müssen Alter, Entwicklungsstand und Persönlichkeit des Kindes, der Schweregrad des Hörverlusts sowie die eigenen Präferenzen berücksichtigt werden. Idealerweise arbeitet ein Expertenteam, bestehend aus dem Hausarzt des Kindes, einem HNO-Arzt, einem Logopäden, einem Audiologen und einem Pädagogen, eng mit den Eltern zusammen, um einen individuellen Familienplan zu erstellen. Die Behandlungspläne können mit zunehmendem Alter des Kindes angepasst werden.
Bereits Kinder im Alter von vier Wochen können von einem Hörgerät profitieren. Diese Geräte verstärken den Schall und ermöglichen so vielen Kindern, gesprochene Wörter zu hören und die Lautsprache zu entwickeln. Manche Kinder mit starkem bis hochgradigem Hörverlust können jedoch selbst mit einem Hörgerät nicht genug Schall hören, um Sprache hörbar zu machen. Für kleine Kinder wird oft ein Hinter-dem-Ohr-Hörgerät empfohlen, da es sicherer ist und sich während des Wachstums des Kindes leichter anpassen lässt als ein im Ohr getragenes Hörgerät. Heute sind verschiedene hochwertige Hörgeräte erhältlich – analoge oder digitale, die am Körper getragen werden (für kleine Kinder) oder am Ohr für ältere Kinder. Bei der Anpassung eines Hörgeräts muss ein kompetenter Audiologe das Resthörvermögen des Kindes beurteilen, die Leistung des Hörgeräts prüfen und dem Kind ein geeignetes Gerät anpassen. Ebenso wichtig ist die Otoplastik, die individuell an die Ohrform des Kindes angepasst werden muss.
Bei hochgradiger Schwerhörigkeit ist der Nutzen von Hörgeräten begrenzt. Cochlea-Implantate können anstelle von Hörgeräten eingesetzt werden. Sie können Kindern ab 12 Monaten operativ ins Innenohr eingesetzt werden, um das Gehör zu stimulieren. Der Eingriff erfordert einen ein- bis mehrtägigen Krankenhausaufenthalt. Mit zusätzlicher Sprach- und Sprechtherapie können Kinder mit Cochlea-Implantaten lernen, Sprache zu verstehen und einigermaßen gut zu sprechen, das Ausmaß der Verbesserung ist jedoch unterschiedlich.
Hilfsmittel können allein oder in Kombination mit einem Hörgerät oder Cochlea-Implantat verwendet werden, um das Hören in schwierigen oder lauten Umgebungen zu erleichtern.
In den Vereinigten Staaten von Amerika bevorzugen die meisten gehörlosen Erwachsenen die American Sign Language (ASL), deren Regeln und Grammatik sich vom Englischen unterscheiden. Es gibt auch mehrere Varianten der Gebärdensprache, die neben dem gesprochenen Englisch verwendet werden können und in englischsprachigen Ländern außerhalb der USA Standard sind. Es gibt auch ein visuelles Modell der gesprochenen Sprache namens Ergänzte Laut-Sprache. Lippenlesen zu lernen ist sehr schwierig, weil viele Laute auf den Lippen gleich aussehen. Durch Cued Speech können kleine Kinder mit Hörverlust deutlich sehen, was gesagt wird, und gesprochene Sprachen mit normaler Grammatik und normalem Wortschatz lernen. Es verdeutlicht das Lippenlesen mithilfe von 8 Handformen in 4 Positionen und es dauert normalerweise weniger als 20 Stunden, um das gesamte System zu lernen.